# Айой (Наґоя)
Айо́й (яп. 相生町, あいおいちょう, МФА: [ai̯oi̯ t͡ɕoː]) — квартал району Хіґасі міста Наґоя префектури Айті, Японія. Утворений 1871 року, шляхом об'єднання кварталів Тепподзука й Кудзюкен. Початково був поселенням повіту Айті. З 1868 року включений до складу району Наґоя, з 1889 року — міста Наґоя. 1908 року перепідпорядкований району Хіґасі міста Наґоя. Станом на 1908 рік населення становило 1347 осіб, на 1955 рік — 737 осіб. Протягом 1976–1980 років частково поглинув квартали Ідзумі 1—5, Дайкан, Сюмоку, Тікара, 1981 року — квартал Токуґава 1—2.